# Нанкінський метрополітен
Нанкінський метрополітен (кит.: 南京地铁) — система ліній метрополітену в місті Нанкін, Цзянсу, Китайська Народна Республіка. В системі використовуються шестивагонні потяги (крім Лінії S9 на якій використовуються тривагонні потяги), що живляться від повітряної контактної мережі. Ширина колії стандартна. Лінії метро в місті двох типів звичайні та швидкісні. Швидкість руху на звичайних лініях до 80 км/г, на швидкісних що позначаються літерою S до 120 км/г.

## Історія
Розробляти проєкт будівництва метро в місті почали в середині 80 років 20 століття. У 1986 була завершена розробка проєкту та почалися довготривалі пошуки джерел фінансування. Центральний уряд КНР у ті часи не погоджувався фінансувати будівництво метро у провінційних містах, кошти виділялися лише на будівництво метрополітенів в Пекіні та Шанхаї. Рішення виділити кошти на будівництво Нанкінського метро було прийняте лише у 1999 році, Будівництво почалося у 2000 році, початкова ділянка відкрита у 2005 році складалася Maigaoqiao—Olympic Stadium, з 16 станцій та 21,7 км. У 2014 ділянку Andemen—Olympic Stadium передали Лінії 10.

Хронологія розвитку системи

Схема ліній на 2022 рік

### Хронологія розвитку системи
- 3 вересня 2005 – офіційне відкриття ділянки Maigaoqiao—Olympic Stadium.
- 28 травня 2010 – розширення Лінії 1 на 14 станцій, Andemen—China Pharmaceutical Univ. (25 км); також відкрилася Лінія 2.
- 28 червня 2011 – у дії на ділянці Лінії 1 відкрилася станція Nanjing South Railway.
- 1 липня 2014 – відкрилася Лінія 10 (9 нових станцій та 5 станцій переданих від Лінії 1); відкрилася Лінія S1.
- 1 серпня 2014 – відкрилася Лінія S8.
- 1 квітня 2015 – відкрилася Лінія 3.
- 18 жовтня 2015 – у дії на ділянці Лінії 3 відкрилася станція «Shangyuanmen».
- 18 січня 2017 – відкрилася Лінія 4.
- 6 грудня 2017 – відкрилася Лінія S3.
- 30 грудня 2017 – відкрилася Лінія S9.
- 26 травня 2018 – відкрилася Лінія S7.
- 30 вересня 2022 – розширення Лінії S8 на 2 станцій, Changjiangdaqiaobei—Taishanxincun.
- 28 грудня 2022 – розширення Лінії 1 на 5 станцій, Maigaoqiao—Baguazhoudaqiaonan; також відкрилася Лінія 7.

## Лінії
| №   | Дата відкриття | Останнє продовження | Кількість станцій | Кінцеві станції                         | Довжина в км | Кількість підземних станцій |
| --- | -------------- | ------------------- | ----------------- | --------------------------------------- | ------------ | --------------------------- |
| (1) | 3 вересня 2005 | 28 грудня 2022      | 32                | Baguazhoudaqiaonan—CPU                  | 37,9         | 16                          |
| (1) | 28 травня 2010 | —                   | 26                | Youfangqiao—Jingtianlu                  | 38           | 17                          |
| (1) | 1 квітня 2015  | 18 жовтня 2015      | 29                | Linchang—Mozhoudonglu                   | 44,9         | 28                          |
| (1) | 18 січня 2017  | —                   | 18                | Longjiang—Xianlinhu                     | 33,5         | 17                          |
|     | 28 грудня 2022 | —                   | 10                | Mufuxilu—Xianxinlu                      | 35,7         | 10                          |
| (1) | 1 липня 2014   | —                   | 14                | Andemen—Yushanlu                        | 21,6         | 13                          |
| (1) | 1 липня 2014   | 26 травня 2018      | 9                 | Nanjing South—Konggangxinchengjiangning | 36,3         | 6                           |
| (1) | 6 грудня 2017  | —                   | 19                | Nanjing South—Gaojiachong               | 36,3         | 10                          |
| (1) | 26 травня 2018 | —                   | 9                 | Konggangxinchengjiangning—Wuxiangshan   | 28,9         | 5                           |
| (1) | 1 серпня 2014  | 30 вересня 2022     | 19                | Changjiangdaqiaobei—Jinniuhu            | 42,2         | 6                           |
| (1) | 30 грудня 2017 | —                   | 6                 | Xiangyulunan—Gaochun                    | 52,4         | 1                           |

## Розвиток
Станом на літо 2019 року в місті будується розширення чинних ліній та декілька нових ліній.
- Лінія 5 — 30 станцій та 37,5 км.
- Лінія S6 — 18 станцій та 43,8 км.

## Режим роботи
Більшість ліній працює з 6:00 до 23:00, Лінія 10 до 23:40.

## Галерея

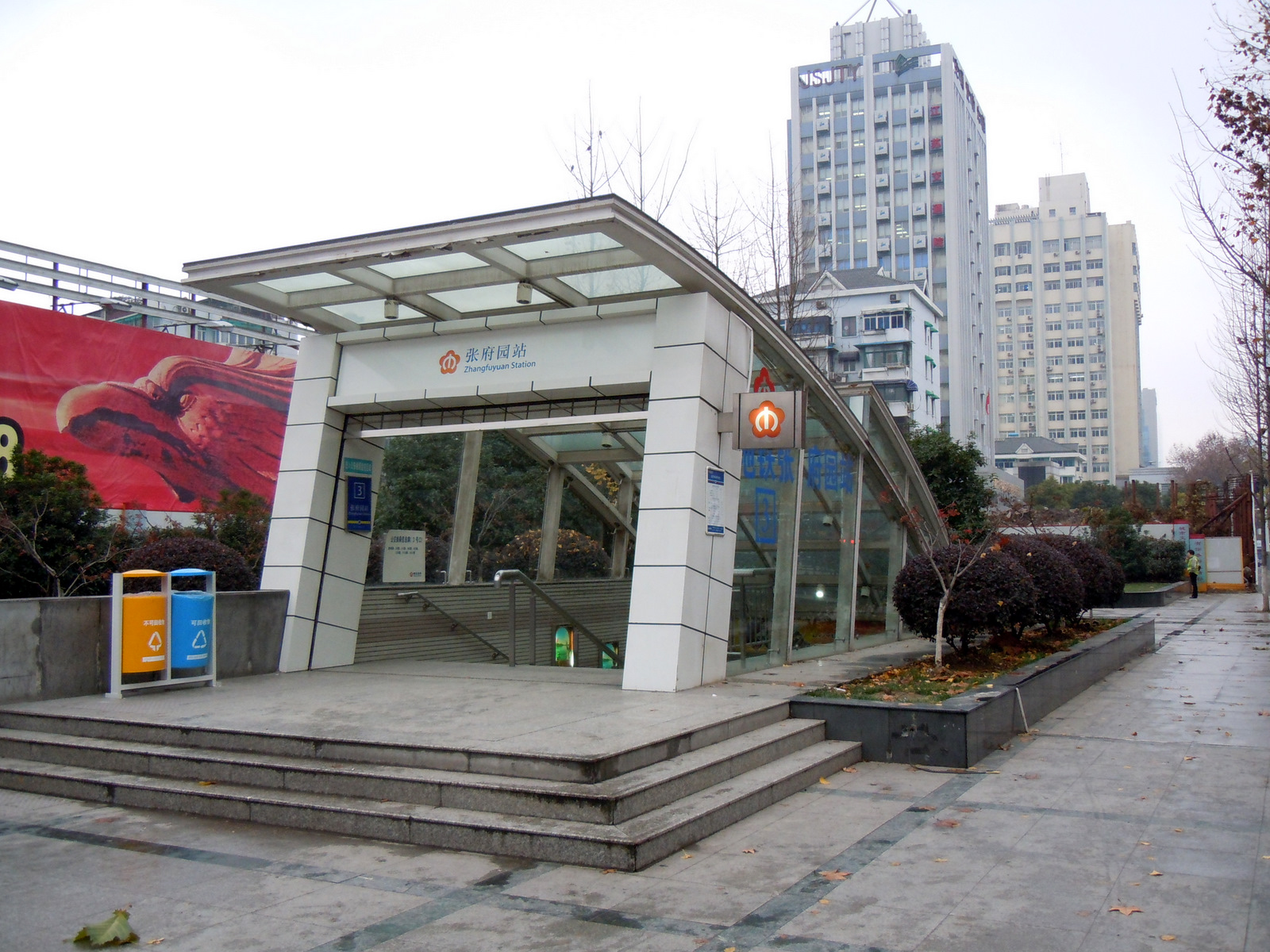
Вихід зі станції «Zhangfuyuan»
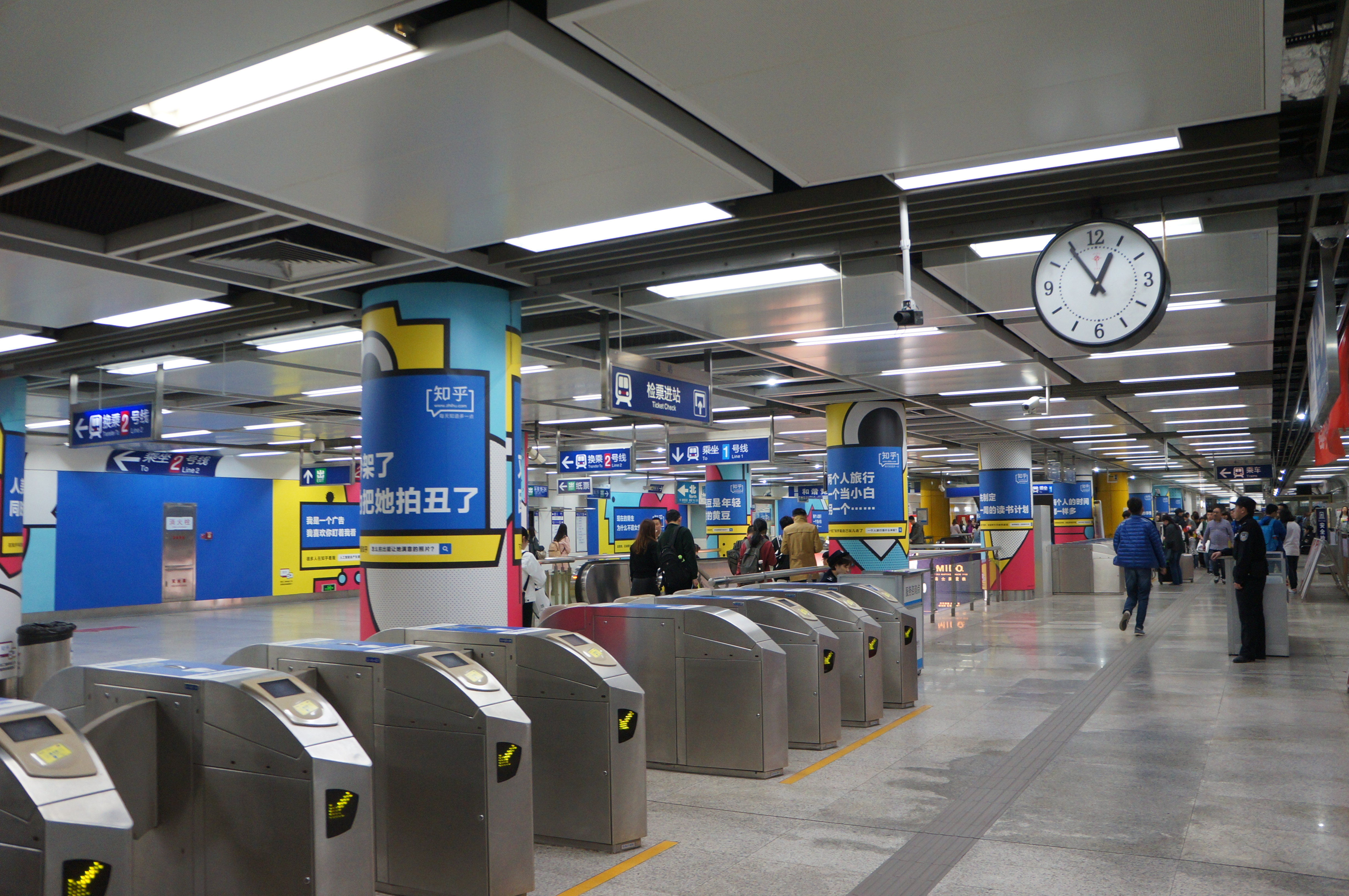
Турнікети на станції «Xinjiekou»
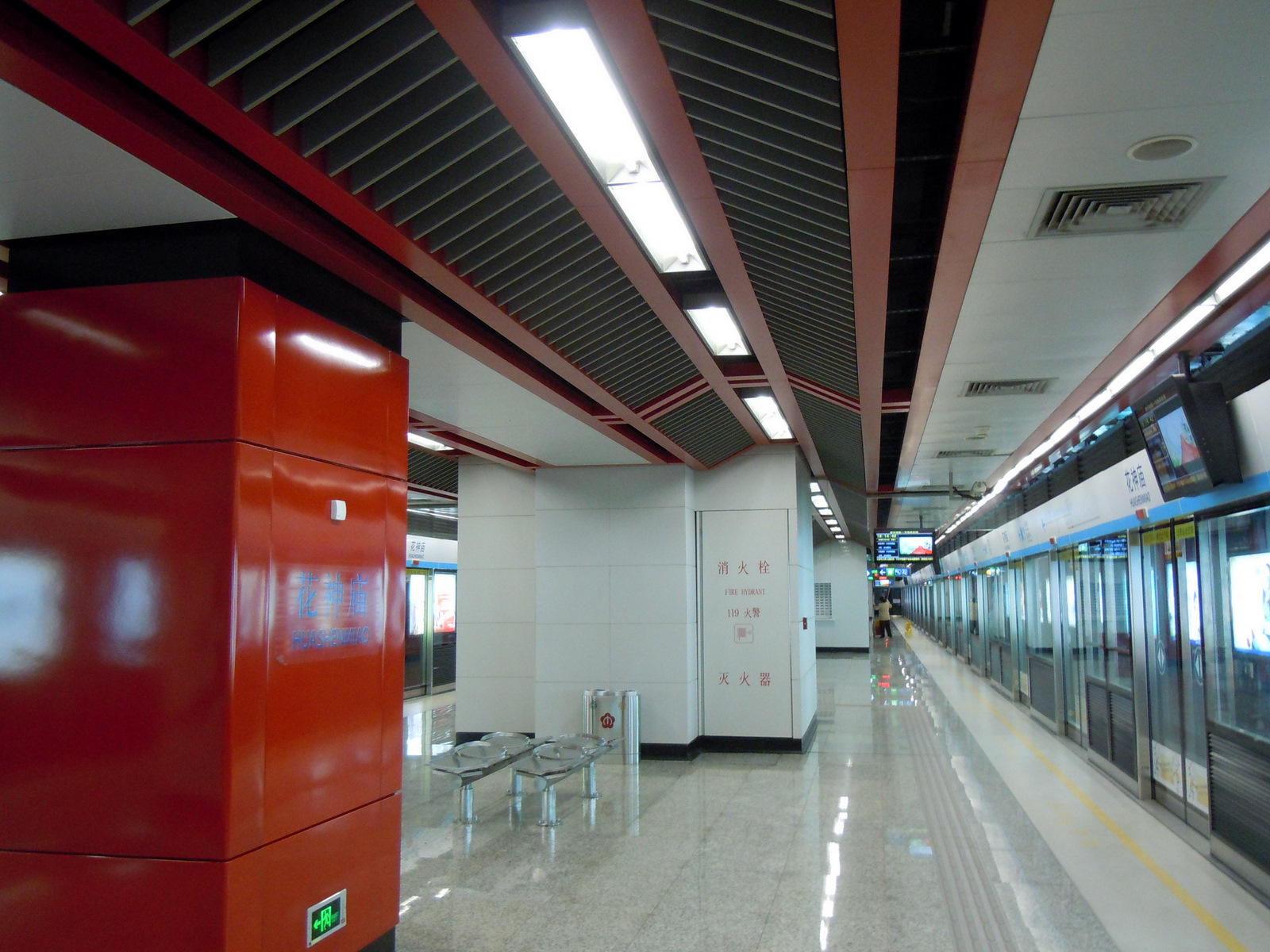
Платформа станції «Huashenmiao»
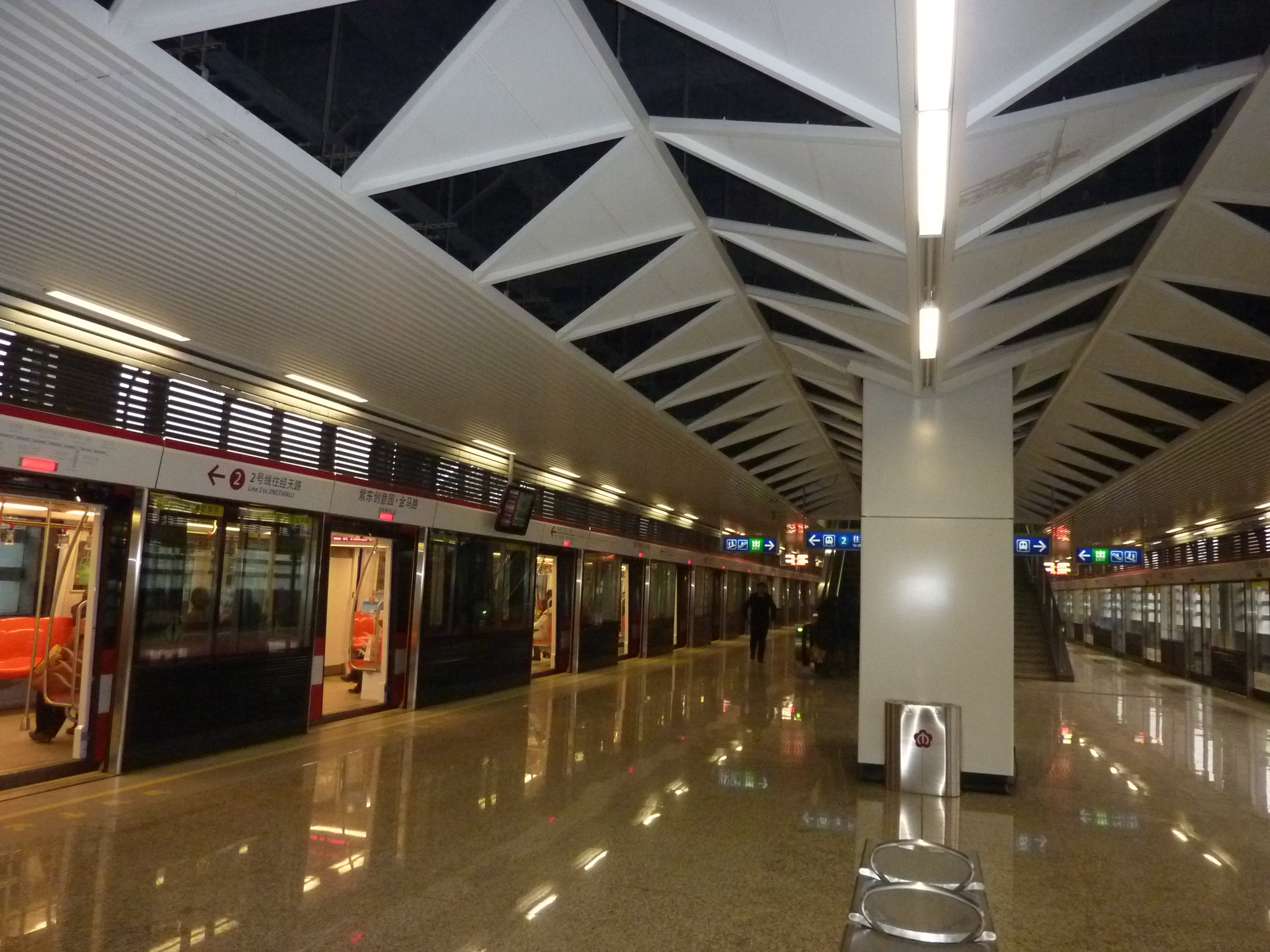
Платформа станції «Jinmalu»
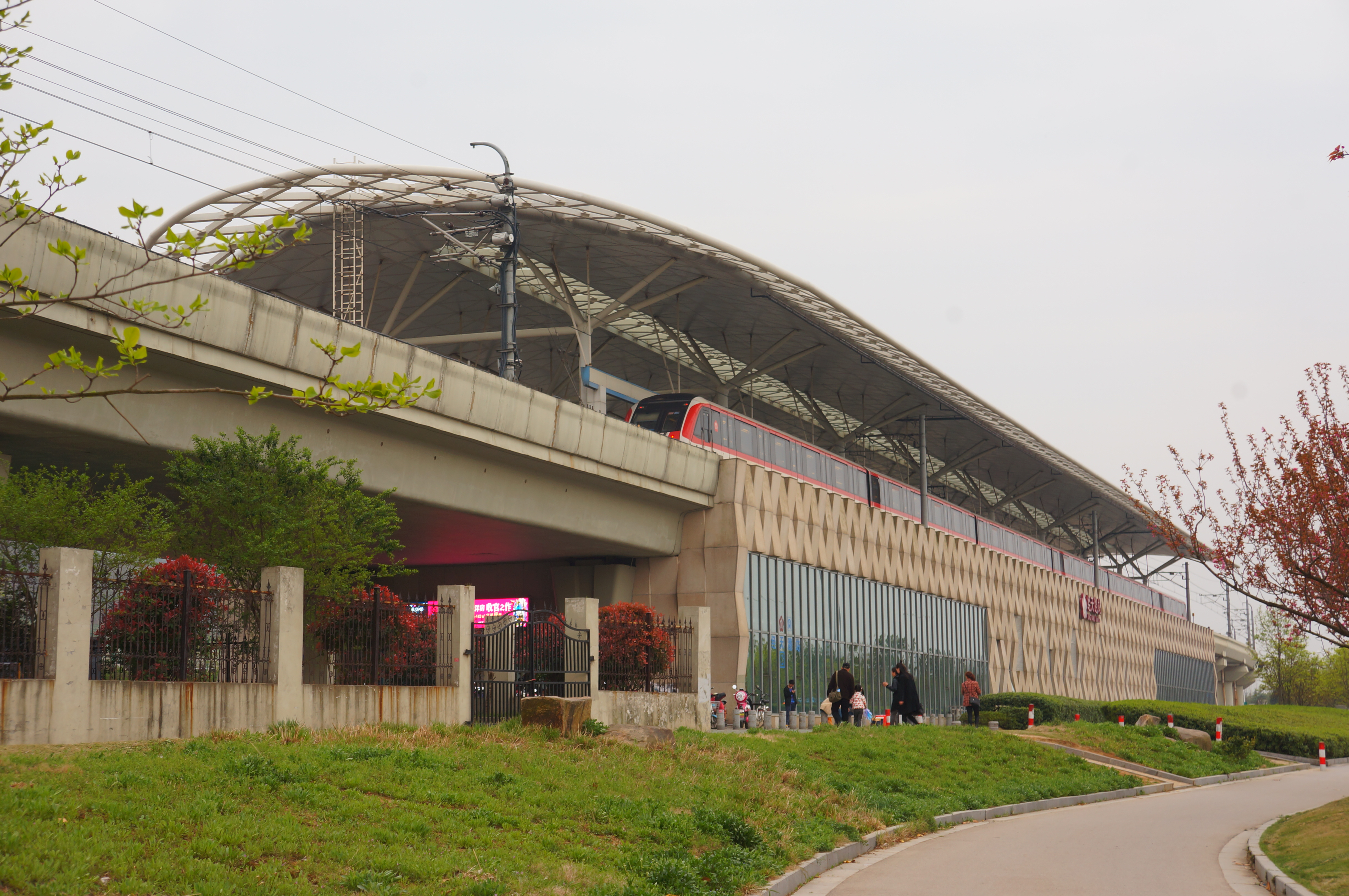
Естакадна станція «Jingtianlu»
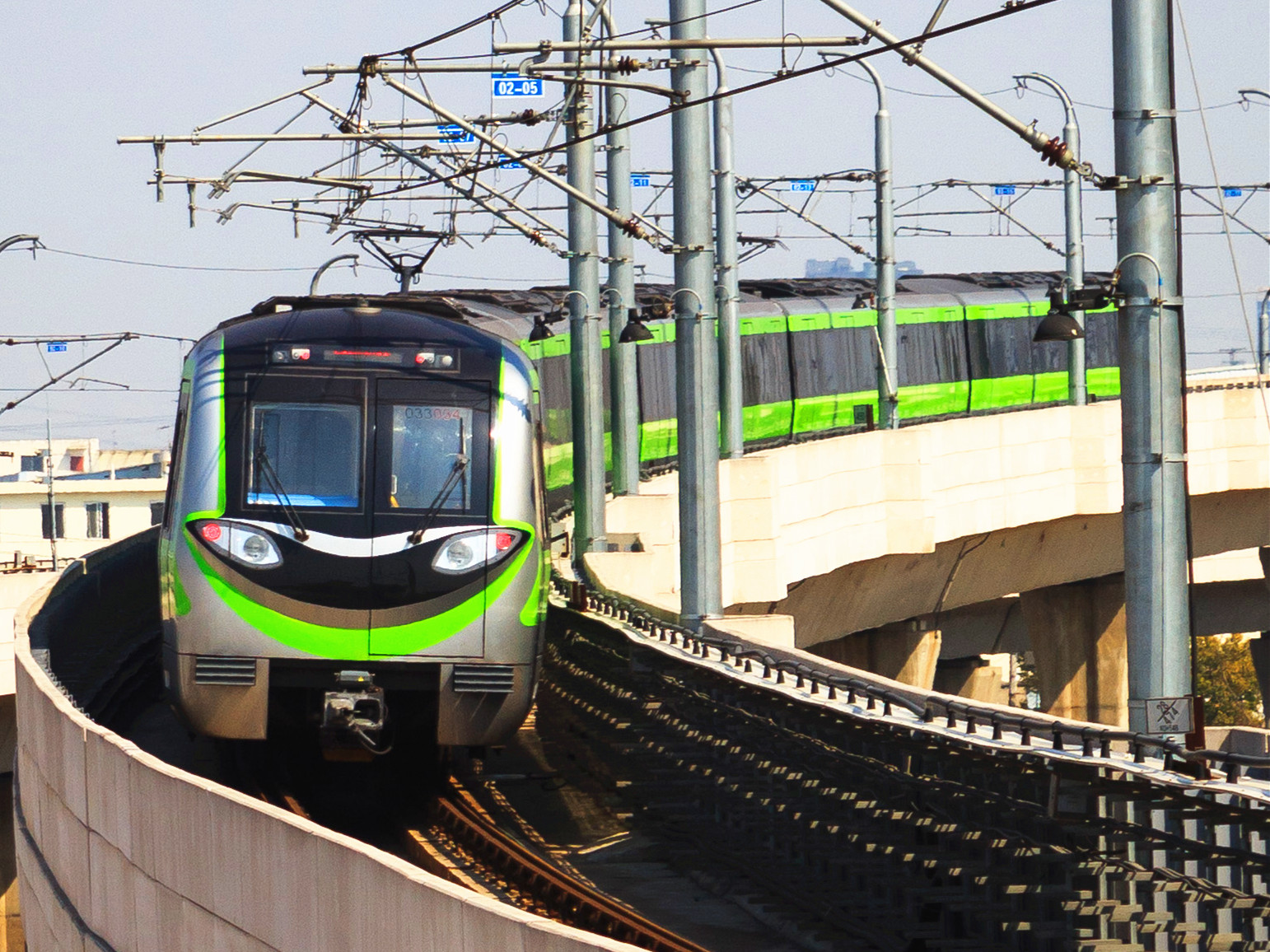
Потяг на естакадній ділянці, Лінія 3
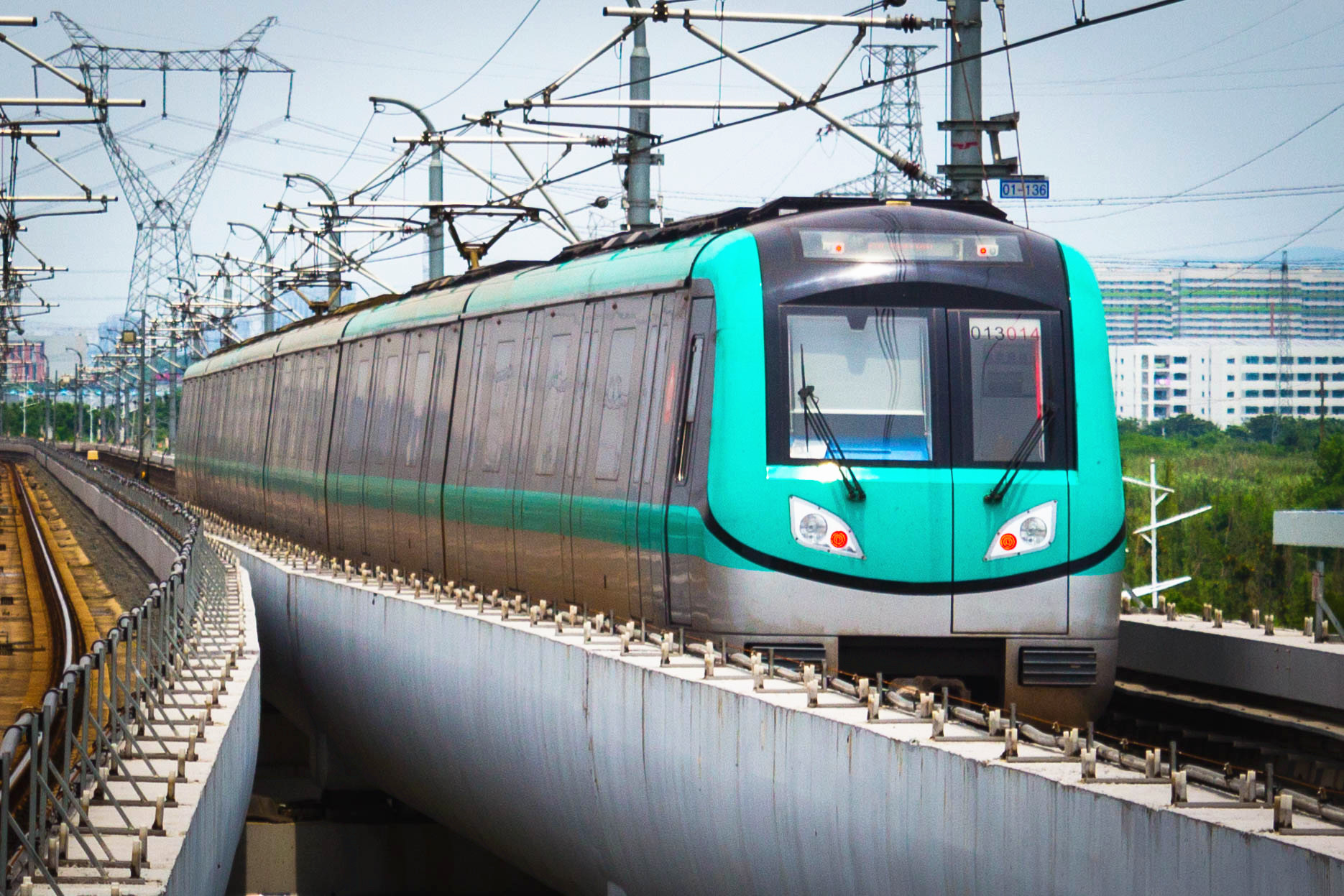
Потяг на естакадній ділянці, Лінія S1
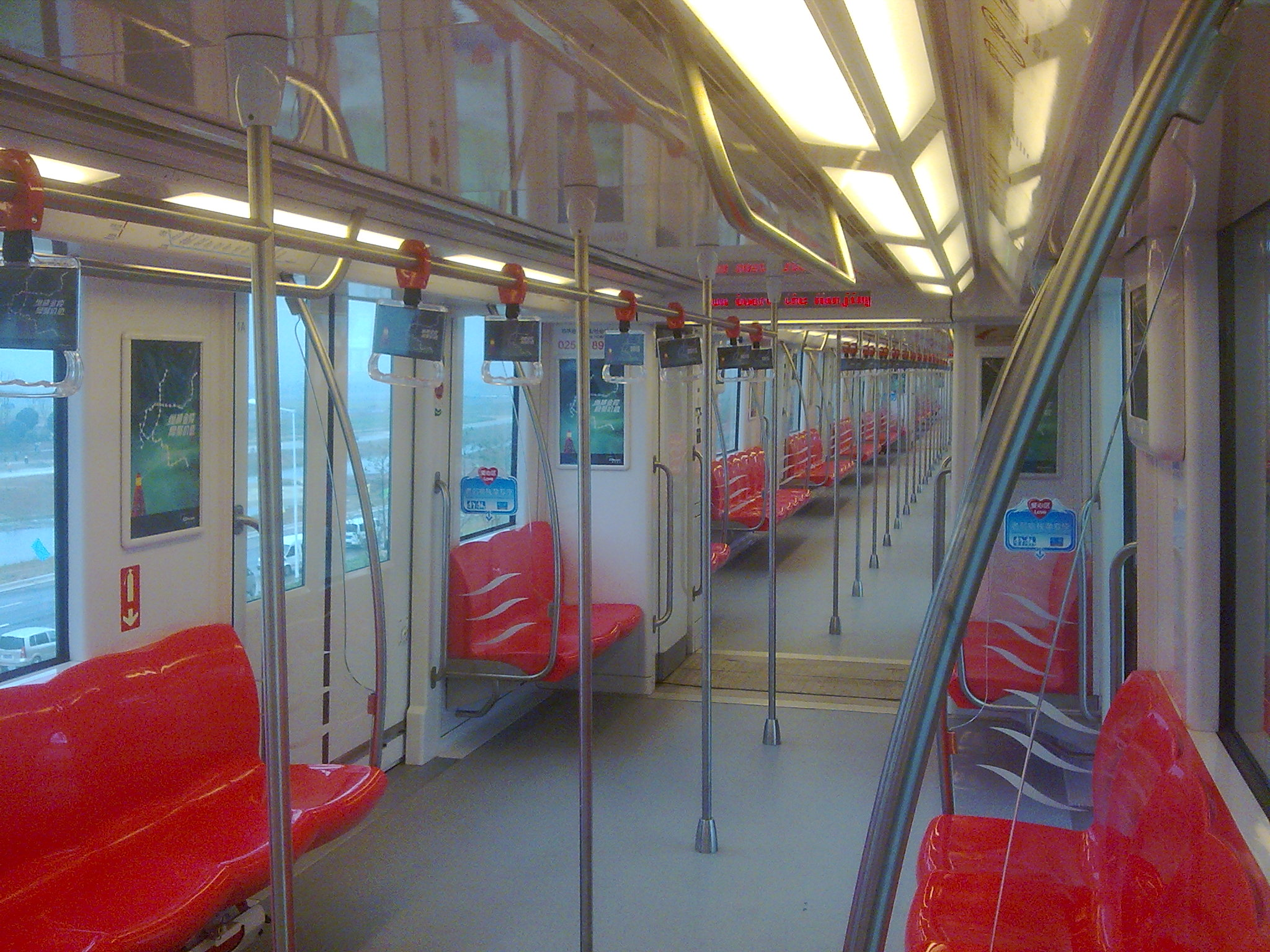
Всередині вагона, Лінія 2
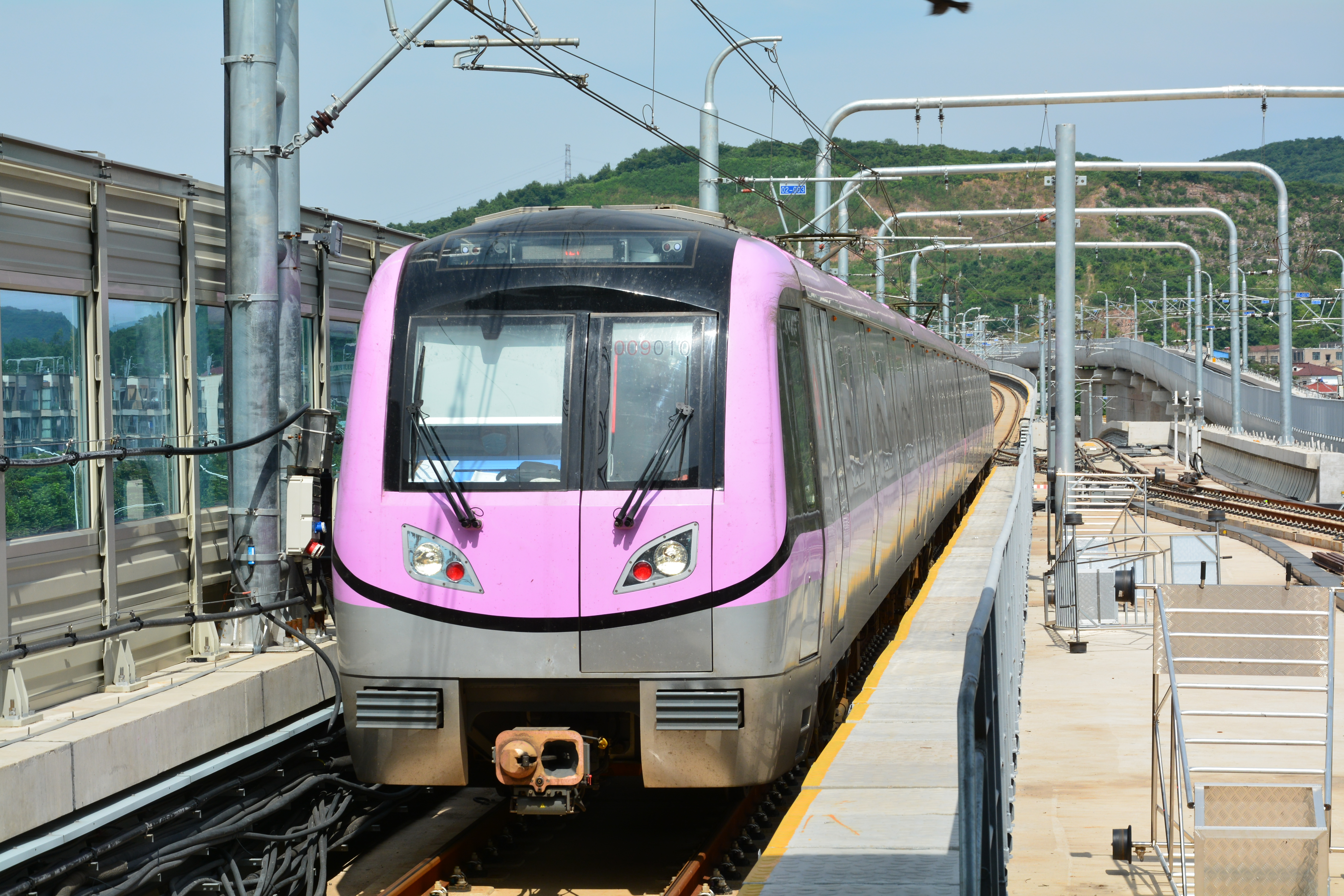
Потяг на естакадній ділянці, Лінія S6
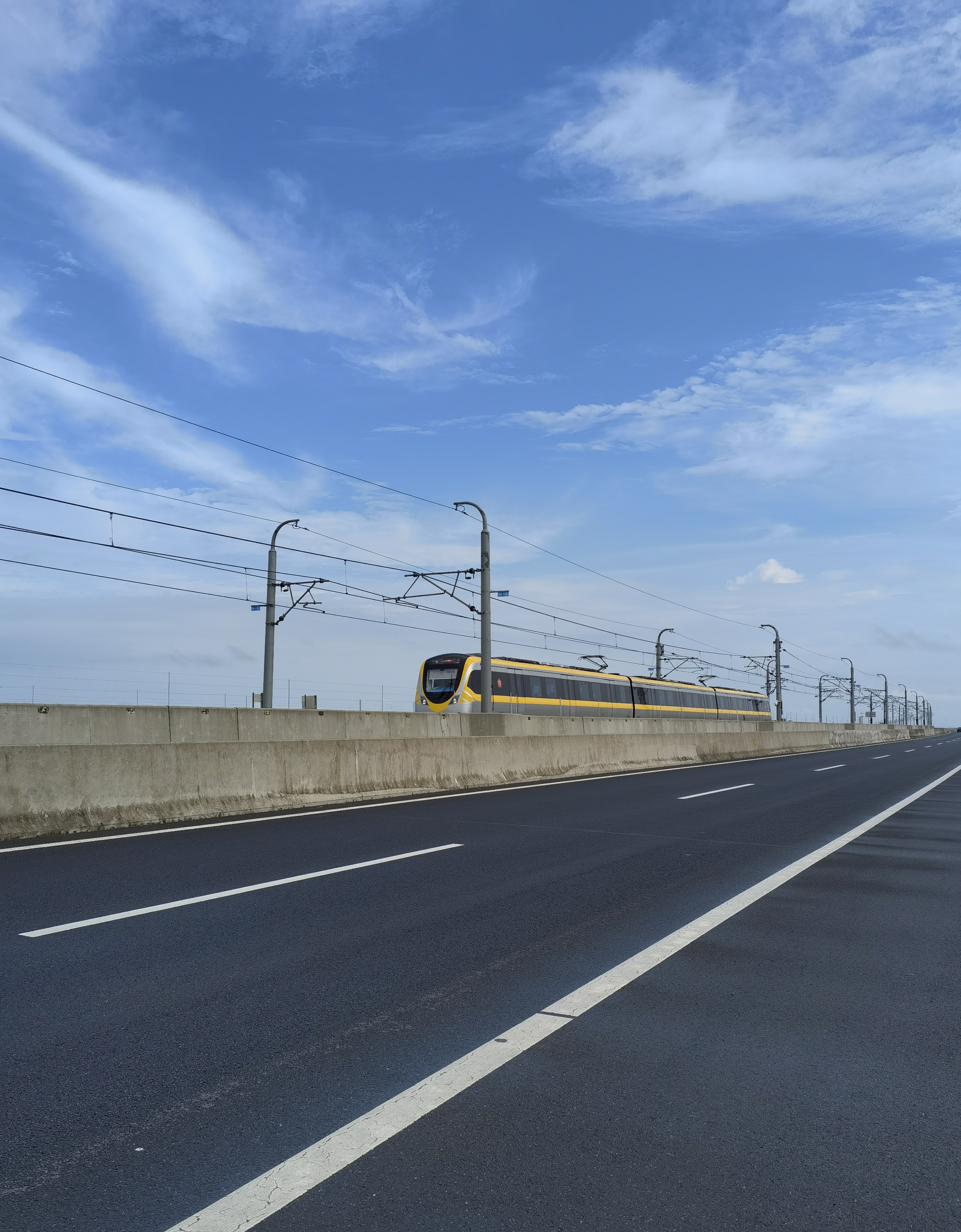
Потяг на естакадній ділянці, Лінія S9